# Aua (Insel)
Aua (auch als Durour oder Hunt bezeichnet) ist eine Insel im westlichen Gebiet des Bismarck-Archipels. Administrativ gehört das Eiland zur Provinz Manus in Papua-Neuguinea.

## Geographie
Die Insel liegt ca. 900 km nordöstlich von Papua-Neuguineas Hauptstadt Port Moresby und 255 km nordwestlich von der Provinzhauptstadt Manus entfernt. Die nur wenige Meter über dem Meer gelegene Insel ist ca. 7 km² groß. Zur Volkszählung 2000 hatte Aua 419 Einwohner.
Auf Aua gibt es ein Flugfeld mit dem IATA-Flughafencode AUI.
Die Insel ist traditionell in drei Distrikte gegliedert, denen bis 1904 Häuptlinge (puala) vorstanden. Zu der Zeit wurde die Einwohnerzahl von Aua auf 2000 geschätzt. Die Dörfer und Weiler, denen niederrangigere Häuptlinge (päavi) vorstanden, liegen bzw. lagen sämtlich an der Küste:
Diese Siedlungsnamen tauchen in der aktuellen Zensusgeographie nicht mehr auf.
| Distrikt Oala im Nordwesten Dörfer von Nord nach Süd: | Distrikt Laroaro im Südwesten Dörfer von West nach Ost: | Distrikt Bāarafu im Osten 14 untergegangene Dörfer |
| ----------------------------------------------------- | --- | -------------------------------------------------- |
| - Tarre - Porrei - Papuapu - Oala - Pua               | - Walulo - Pirgur - Vanura - Talapalu - Wauapiau - Urabarua - Mukisisi - Folufolo - Pallia - Aio - Bagara zum Vow - Bagara zum Mei - Valoro - Piago (Station) |                                                    |

Bāarafu war einst der bevölkerungsreichste Distrikt, ist heute jedoch unbewohnt. Heute ist Laroaro der bevölkerungsreichste Distrikt. Der puala von Laroaro residierte im Dorf Pirgur.

## Geschichte
Die Insel wurde 1545 von dem spanischen Seefahrer Íñigo Ortiz de Retes entdeckt und 1767 von dem Briten Philipp Carteret wiedergefunden.
Ab Ende des 19. Jahrhunderts gehörte die Insel zum Machtbereich der Neuguinea-Kompagnie und wurde, wie auch die Nachbarinsel Wuvulu, von ethnologischen Sammlern aufgesucht. 1899 besuchte Richard Parkinson auf dem Kanonenboot Möwe die Insel. 1902 wurde eine permanente Handelsstation auf der Insel errichtet und Franz Emil Hellwig hielt sich auf der Insel auf. Nachdem Hellwig die Insel im Dezember 1903 verlassen hatte, zerstörten bewaffnete Inselbewohner die Station und töteten den deutschen Händler Otto Reimers. Hintergrund dieser Tat war, dass die Deutschen, nachdem keine weiteren Artefakte auf der Insel vorgefunden wurden, die Gräber verstorbener Inselbewohner geplündert hatten. In der Folge fürchtete die Inselbevölkerung Repressalien durch die deutsche Kolonialmacht und ein Großteil verließ die Insel auf Kanus mit dem Ziel Ninigo-Inseln. Während der Überfahrt kenterten viele Kanus, auch durch Überladung, und etwa 370 Menschen, wohl etwa zwei Fünftel der Bevölkerung Auas
ertranken. Die Folge war der kulturelle Niedergang auf der Insel, der von weiteren deutschen Forschern auch wahrgenommen und dokumentiert wurde.
Die Vorkommnisse auf Aua, wie auch auf Wuvulu, gelten heute als Negativbeispiele für das ungebremste und rücksichtslose Entfernen ethnologischer Artefakte durch die (in diesem Fall deutsche) Kolonialmacht, was letztlich Konflikte und einen Niedergang der indigenen Kultur, zumal in einem so begrenzten geographischen Umfeld, verursachte.